# Губа Старцева (Терский берег)
Губа Старцева — губа на Терском берегу Белого моря. Вдаётся в восточную часть Кольского полуострова. Открыта к северо-востоку, вдается в материк на 1,6 км. Ширина у входа — 850 м.
Расположена между мысом Коровий Нос и Лумбовским заливом. В вершину губы впадает небольшой ручей.
Берега губы состоят из высоких (до 30 м) каменных обрывистых скал. Губа в вершине мелководна и наполняется водой только в прилив. Глубина губы Старцева у входа по разным данным от 10 до 17 м и быстро уменьшается к вершине. Грунт каменистый. Разделена на 2 части выступающим мысом от южного берега.
В начале XX века губа использовалась промысловыми судами, идущими на север, от противных ветров. Суда запасались водой во впадающих в губу ручьях.
Населённых пунктов на берегу губы нет. Административно бухта входит в Ловозерский район Мурманской области России.